# Dysech
Dysech – wieś w Armenii, w prowincji Lorri. W 2011 roku liczyła 2137 mieszkańców.